# 朝鲜总督府铁道
朝鲜总督府铁道（：／；日语：／）是朝鲜日治时期由朝鲜总督府之下的朝鲜总督府铁道局管理的铁路營運公司，簡稱鮮鐵 （선철；）。

## 历史
- 1899年8月20日 - 京仁铁道仁川-鹭梁津开通。
- 1902年10月1日 - 京釜铁道永登浦-鸣鹤开通。
- 1903年11月1日 - 京釜铁道收买京仁铁道。
- 1905年4月28日 - 京义线龙山-新义州开通。
- 1906年 - 統監府設立鐵道管理局，收購京釜鐵道。
- 1910年8月29日 - 朝鲜总督府设立朝鲜总督府铁道局，繼承統監府鐵道管理局。
- 1925年3月20日 - 設立朝鲜总督府铁道營運朝鮮鐵道路線。
- 1945年9月 - 朝鲜总督府铁道局解散，其管理路线分别由后来的韩国和继承。

## 经营路线
截止至1945年：

### 目前韓國境內
- 京釜線
- 京仁線
- 京義線
- 京元線

- 京慶線
- 龍山線
- 土海線
- 東海線

- 湖南線
- 全羅線
- 群山線
- 慶全線

- 光州線
- 慶北線
- 大邱線
- 鎮海線

### 目前朝鮮境內
- 平元線
- 平南線
- 满浦線
- 川線[1]
- 平壤炭鑛線
- 博川線
- 楊市線
- 龍登線
- 龍門炭鑛線

- 兼二浦線
- 甕津線
- 長渊線
- 沙海線
- 下聖線
- 鼎島線
- 内土線
- 咸鏡線
- 北青線

- 惠山線
- 川内里線
- 利原铁山线
- 遮湖線
- 白茂線
- 茂山線
- 会宁炭矿线
- 康德線

## 代表性列車
- 特急「曉」：釜山栈桥站--京城站，鮮鐵唯一的特急列車，1936~1943年營運，中途僅停靠大邱和大田，全程用時6小時45分。
- 急行「光」：釜山栈桥站--哈爾濱三棵樹站，1911年鸭绿江大桥開通，開始運行釜山--奉天的列車，1933年命名為光號，1934年延駛至滿州國新京站，1942年再延駛至三棵樹站，光號運營直到終戰。
- 急行「希望」：釜山栈桥站--新京站，1934年開始運行自釜山--奉天，1938年延駛至新京站，1944年停運。

## 相關關聯項目
- 朝鮮總督府鐵道局
- 韓國鐵路運輸
- 朝鮮鐵路運輸